# Nesokia indica
Il ratto Bandicoot dalla coda corta (Nesokia indica  Gray, 1830) è un roditore della famiglia dei Muridi diffuso nel Vicino Oriente, Cina e India.

## Descrizione
Roditore di medie dimensioni, con la lunghezza della testa e del corpo tra 150 e 218 mm, la lunghezza della coda tra 110 e 129 mm, la lunghezza del piede tra 23 e 37 mm, la lunghezza delle orecchie tra 16 e 22 mm e un peso fino a 388 g.

Il corpo è tozzo, la testa è larga, il muso è grosso. La pelliccia è ruvida, corta e semi-spinosa in estate, lunga, fine e setosa in inverno. Il colore delle parti superiori è bruno-grigiastro, con dei riflessi arancioni sulle spalle. Le parti ventrali sono grigie pallide. Le zampe sono bianche. Le orecchie sono corte e rotonde. La coda è più corta della testa e del corpo, uniformemente brunastra e finemente ricoperta di peli. Le femmine hanno un paio di mammelle pettorali, 2 paia addominali e 2 paia inguinali.

## Biologia

### Comportamento
È una specie notturna e fossoria. Costruisce estesi sistemi di cunicoli lunghi fino a 4,5 metri che collegano camere di circa 30 cm fornite di condotti di aerazione, usando i grossi e forti incisivi. si estendono su una superficie anche di un ettaro. Gli adulti sono solitari e aggressivi e raramente escono dalle tane. In annate favorevoli possono raggiungere la densità di 250-350 individui per ettaro.

### Alimentazione
Si nutre di tuberi, bulbi e radici di piante succulente. A causa dei danni provocati ai campi coltivati, è considerata una seria piaga dagli agricoltori.

### Riproduzione
Si riproduce durante tutto l'anno. Le femmine danno alla luce 2-10 piccoli alla volta dopo una gestazione di 17 giorni fino a 3 volte l'anno. In Iraq sono stati osservati parti di 1-8 piccoli.

## Distribuzione e habitat
Questa specie è diffusa nel Vicino Oriente, Asia centrale, Cina nord-occidentale, India settentrionale e orientale.
Vive in foreste decidue secche tropicali e sub-tropicali, boscaglie, praterie, terreni agricoli, piantagioni e campi coltivati fino a 1.600 metri di altitudine. In Iraq è presente in terreni umidi in prossimità di aree di vegetazione densa. In Egitto vive in zone semi-desertiche. In Cina si trova in aree montane dove sono molto comuni in zone agricole.

## Tassonomia
Sono state riconosciute 10 sottospecie:
- N.i.indica: Stati indiani dell'Uttarakhand, Punjab, Haryana, Uttar Pradesh, Rajasthan settentrionale, Bihar centrale, West Bengal orientale, Nepal centrale, Bangladesh centrale, Pakistan orientale;
- N.i.bacheri (Nehring, 1897): Confine tra Israele e Giordania;
- N.i.brachyura (Büchner, 1889):Provincia cinese dello Xinjiang: Lop Nur, Korla, Yuli;
- N.i.buxtoni (Thomas, 1919): Iraq centrale e meridionale, Iran centrale e meridionale, Arabia Saudita orientale: Oqair e Sahiat;
- N.i.huttoni (Blyth, 1846): Uzbekistan centrale, Turkmenistan meridionale e orientale, Tagikistan, Afghanistan, Iran orientale;
- N.i.insularis (Goodwin, 1940): Iran settentrionale, Turkmenistan occidentale;
- N.i.legendrei (Goodwin, 1939): Iran centro-settentrionale,
- N.i.myosura (Wagner, 1845): Siria nord-orientale, probabilmente Turchia sud-orientale, Iraq nord-occidentale;
- N.i.scullyi (Wood-Mason, 1876): Provincia cinese dello Xinjiang: Sangzhu occidentale, Hetian.
- N.i.suilla (Thomas, 1907): Egitto settentrionale, tra Alessandria d'Egitto e Il Cairo.

## Conservazione
La IUCN Red List, considerato il vasto areale, la presenza in diverse aree protette, la tolleranza al degrado del proprio habitat e la popolazione numerosa, classifica N.indica come specie a rischio minimo (Least Concern).